# Stora Spjuttjärnen
Stora Spjuttjärnen är en sjö i Lindesbergs kommun i Västmanland och ingår i Norrströms huvudavrinningsområde.